# Seven de Los Ángeles 2021
El Seven de Los Ángeles 2021 fue un torneo de rugby 7 organizado por USA Rugby y auspiciado por World Rugby.
Se disputó entre el 25 y 26 de junio en las instalaciones del Dignity Health Sports Park de Carson, Estados Unidos.
El torneo se disputó con la finalidad de servir como preparación para los Juegos Olímpicos de Tokio.

## Equipos participantes
- Argentina
- Corea del Sur
- Estados Unidos
- Gran Bretaña

## Resultados
| Pos. | Equipo         | Encuentros | Encuentros | Encuentros | Encuentros | Tantos  | Tantos    | Tantos     | Puntos |
| Pos. | Equipo         | jugados    | ganados    | empatados  | perdidos   | a favor | en contra | diferencia | Puntos |
| ---- | -------------- | ---------- | ---------- | ---------- | ---------- | ------- | --------- | ---------- | ------ |
| 1    | Argentina      | 6          | 5          | 0          | 1          | 189     | 71        | +118       | 16     |
| 2    | Gran Bretaña   | 6          | 4          | 0          | 2          | 170     | 84        | +86        | 14     |
| 3    | Estados Unidos | 6          | 3          | 0          | 3          | 131     | 114       | +17        | 12     |
| 4    | Corea del Sur  | 6          | 0          | 0          | 6          | 29      | 250       | -221       | 6      |

Nota: Se otorgan 3 puntos al equipo que gane un partido, 2 al que empate y 1 al que pierda

### Partidos
| 25 de junio | Argentina | 21 - 19 | Gran Bretaña |  |  |

| 25 de junio | Estados Unidos | 42 - 7 | Corea del Sur |  |  |

| 25 de junio | Estados Unidos | 24 - 21 | Gran Bretaña |  |  |

| 25 de junio | Argentina | 49 - 0 | Corea del Sur |  |  |

| 25 de junio | Argentina | 19 - 12 | Estados Unidos |  |  |

| 25 de junio | Gran Bretaña | 54 - 5 | Corea del Sur |  |  |

| 26 de junio | Corea del Sur | 10 - 26 | Gran Bretaña |  |  |

| 26 de junio | Estados Unidos | 19 - 31 | Argentina |  |  |

| 26 de junio | Estados Unidos | 10 - 29 | Gran Bretaña |  |  |

| 26 de junio | Argentina | 55 - 0 | Corea del Sur |  |  |

| 26 de junio | Estados Unidos | 24 - 7 | Corea del Sur |  |  |

| 26 de junio | Argentina | 14 - 21 | Gran Bretaña |  |  |

| Bandera de Argentina |
| Campeón Argentina    |